# Allium telaponense
Allium telaponense är en amaryllisväxtart som beskrevs av Hamilton Paul Traub. Allium telaponense ingår i släktet lökar, och familjen amaryllisväxter. Inga underarter finns listade i Catalogue of Life.